# Gianfranco Polvara
 (mai 2018).
Gianfranco Polvara (né à Bellano le 29 janvier 1958) est un  skieur de fond italien actif de 1982 à 1995. Il a terminé septième du 15 km aux Jeux olympiques d'hiver de 1988 de Calgary.
Gianfranco Polvara a participé à cinq éditions olympiques : Lake Placid 1980, Serajevo 1984, Calgary 1988, Albertville 1992, Lillehammer 1994,  et six championnats du monde : Oslo 1982, Seefeld 1985, Oberstdorf 1987, Lahti 1989, Val di Fiemme 1991 et Falun 1993.
Aux Championnats du monde de ski nordique 1993 à Falun, Polvara terminé quatrième dans le 50 km. Ses meilleurs résultats en coupe du monde sont deux troisième sur un 30 km en 1991.